# Ета Золотої Риби
HD42525 — хімічно пекулярна зоря спектрального класу
B9 й має  видиму зоряну величину в смузі V приблизно  5,7.
Вона  розташована на відстані близько 332,1 світлових років від Сонця.